# Hyacinthe Klosé

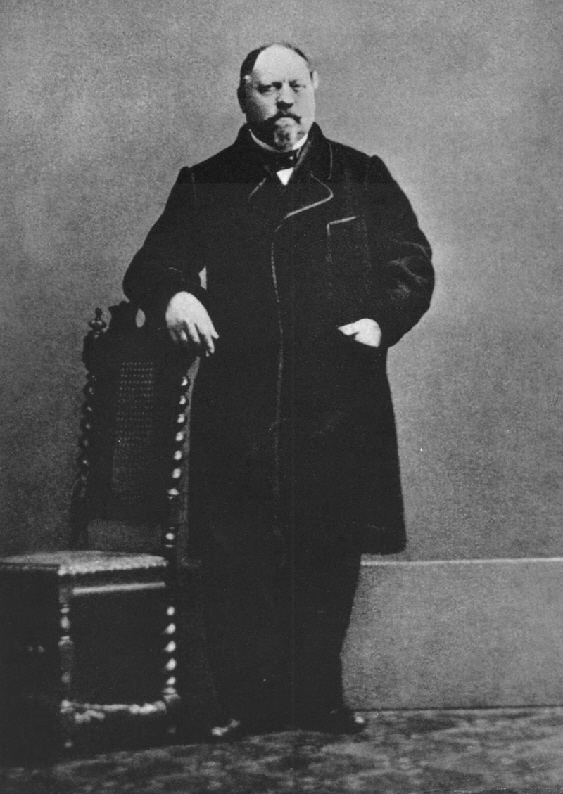
Hyacinthe Klosé

Hyacinthe Eléonore Klosé (* 11. Oktober 1808 auf Korfu; † 29. August 1880 in Paris) war ein französischer Klarinettist, Komponist und Professor am Conservatoire de Paris.
Er kam im jungen Alter nach Paris und trat in ein Militärensemble der königlichen Garde ein. Ab 1831 studierte er am Konservatorium bei Frédéric Berr, dessen Professur er nach seinem Tod 1838 übernahm und 30 Jahre lang innehatte. Daneben war Klosé als Klarinettist und Lehrer tätig, so im Orchester des Théâtre-Italien und an der École Militaire de Musique.
Hyacinthe Klosé entwickelte das Böhm-System der Klarinette. In Zusammenarbeit mit dem Instrumentenbauer Louis-Auguste Buffet entwarf er 1839 ein Modell mit einer komplett neuen Anordnung der Löcher und Klappen. Als Grundlage nahm er das von Theobald Böhm erfundene Klappen- und Brillensystem der Querflöte und übertrug es auf die Klarinette. Das Modell wurde 1844 patentiert und ab den 1860er Jahren als Böhmklarinette bezeichnet. Heute ist es das Standardsystem außerhalb des deutschsprachigen Raums.
Für die Klarinette komponierte Klosé eine große Anzahl an Soli, Etüden und Arrangements von Opernliedern, darunter ein Duo sur des Motifs de La sonnambula de Bellini. Mit der Méthode complète de clarinette schuf er ein fünfbändiges Unterrichtswerk für die Böhmklarinette, das auch heute noch Verwendung findet. Daneben schrieb er Etüden und Lehrwerke für das erst 1846 patentierte Saxophon.
1864 wurde Klosé zum Chevalier de la Légion d’honneur ernannt.